# Pavel Chekov
Pavel Andreievich Chekov (rusă Павел Андреевич Чехов) este un ofițer rus al Flotei Stelare din universul ficțional Star Trek. Walter Koenig a interpretat rolul lui Chekov în Star Trek: Seria originală și în primele șapte filme Star Trek; Anton Yelchin a interpretat acest rol în  filmul din 2009 Star Trek. 

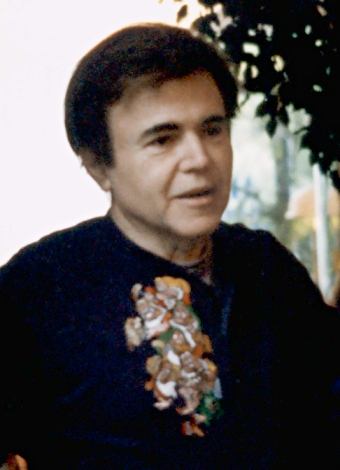
Walter Koenig în Bonn, Germania, 1996

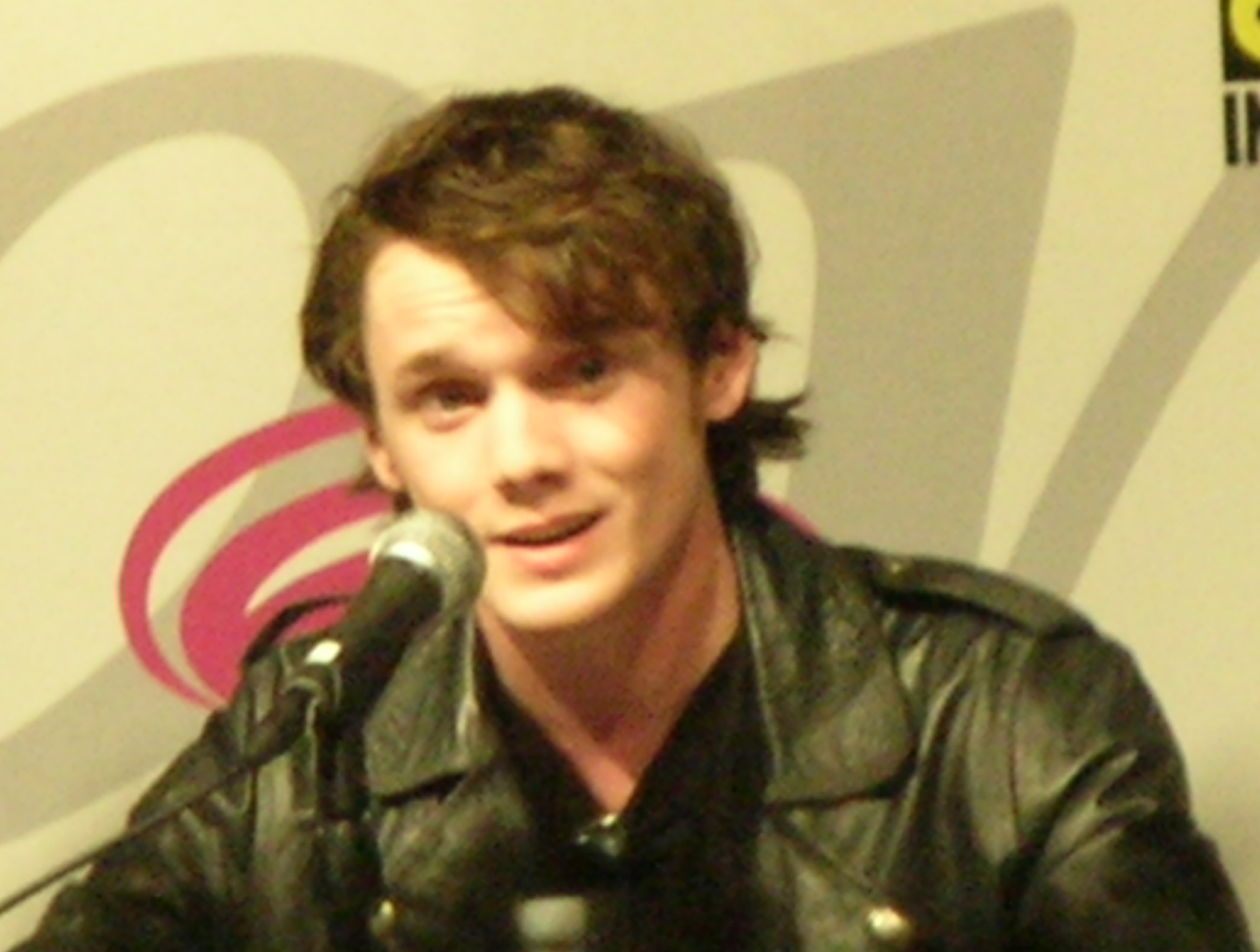
Anton Yelchin